# Municipio de Perry (condado de Davison)
El municipio de Perry (en inglés: Perry Township) es un municipio ubicado en el condado de Davison en el estado estadounidense de Dakota del Sur. En el año 2010 tenía una población de 287 habitantes y una densidad poblacional de 3,23 personas por km².

## Geografía
El municipio de Perry se encuentra ubicado en las coordenadas 43°49′34″N 98°1′18″O / 43.82611, -98.02167. Según la Oficina del Censo de los Estados Unidos, el municipio tiene una superficie total de 88.72 km², de la cual 88,45 km² corresponden a tierra firme y (0,3 %) 0,27 km² es agua.

## Demografía
Según el censo de 2010, había 287 personas residiendo en el municipio de Perry. La densidad de población era de 3,23 hab./km². De los 287 habitantes, el municipio de Perry estaba compuesto por el 95,47 % blancos, el 0,35 % eran amerindios, el 1,39 % eran asiáticos y el 2,79 % eran de una mezcla de razas. Del total de la población el 0 % eran hispanos o latinos de cualquier raza.